# 녹십자웰빙
녹십자웰빙(영어: Green Cross WellBeing)은 대한민국의 맞춤형 영양 솔루션 기업이다.

## 역사
2004년 9월 GC재팬바이오로 설립된 후, 2005년 4월 지씨제이피로 상호를 변경하고 녹십자HS에 흡수합병되어 녹십자웰빙 사업부가 되었다 2015년 12월 현재의 상호로 변경하였다 2019년 10월 코스닥에 상장되었으며 ㈜파이토알렉신에 전략적 투자 및 기술 협업을 하고 있다

## 논란
식품의약품안전처는 2023년 9월 녹십자웰빙이 제조하는 주사제 4개 품목(지씨비타오주(D-판테놀), 메가네슘주10%(황산마그네슘수화물), 지씨웰빙염화마그네슘주, 지씨비본주(탄산수소나트륨))에 대해 제조업무 1개월 정지 처분을 내렸다

## 같이 보기
- GC녹십자
- 녹십자랩셀